# Векторно поле
Векторно поле във векторния анализ е задаване на вектор във всяка точка от подмножеството на дадено пространство. Векторно поле в равнина може да се визуализира като съвкупност от стрелки с определена големина и посока, всяка от които е прикрепена към точка в равнината. Векторните полета често се използват за моделиране, например на скоростта и посоката на движещ се флуид в пространството или на силата и посоката на някаква сила (магнитна, гравитационна и др.), която се изменя от една точка към друга.
Елементите на диференциалното и интегралното смятане се разпростират и до векторните полета. Когато векторното поле представлява сила, криволинейният интеграл на векторното поле представлява работата, извършена от силата, движеща се по дадена линия. За векторните полета може да се мисли като представляващи скоростта на движещ се поток в пространството, а тази физическа интуиция води до понятия като дивергенция (която представлява скоростта на промяна на обема на потока) и ротор (който представлява въртенето на потока).
С координати, векторно поле в област в n-измерно Евклидово пространство може да бъде представено като векторна функция, която свързва наредена n-орка от реални числа с всяка точка в областта. Това представяне на векторното поле зависи от координатната система, като съществува добре определен метод за преминаване от една координатна система към друга. Векторните полета често се разглеждат върху отворено подмножество от Евклидово пространство, но са полезни и в други подмножества, като например повърхности, където свързват стрелки, допиращи се с повърхността във всяка точка (тангенциален вектор).
В по-общо смисъл, векторните полета се дефинират върху гладки многообразия, които са пространства, изглеждащи като Евклидово пространство в малък мащаб, но имат по-сложна структура в голям мащаб. Векторното поле е вид тензорно поле.

## Векторни полета върху подмножества в Евклидово пространство
При дадено подмножество S от Rn, векторното поле се представя чрез векторната функция V: S → Rn в стандартни Декартови координати (x1, ..., xn). Ако всеки компонент от V е непрекъснат, тогава V е непрекъснато векторно поле, а V е Ck векторно поле, ако всеки компонент от V е k пъти непрекъснато диференцируем.
Векторното поле може да се визуализира чрез присвояването на вектор към отделни точки върху n-измерно пространство.
Имайки Ck-векторни полета V, W, дефинирани в S, и Ck-функция с f, дефинирано в S, скаларното умножение и векторното събиране
{\displaystyle (fV)(p):=f(p)V(p)\,}
{\displaystyle (V+W)(p):=V(p)+W(p)\,}
дефинират модула на Ck-векторните полета в пръстена от Ck-функции, където умножението на функциите се извежда по точки.